# Авганистан на Летњим олимпијским играма 1948.
Авганистан је други пут учествовао на Летњим олимпијским играма у Лондону 1948. Представљало га је 25 спортиста који су се такмичли у 2 екипна спорта.
На овим играма спортисти Авганистана нису освојили ниједну медаљу.

## Спортисти Авганистана по спортовима
| Спорт          | Мушкарци | Жене | Укупно |
| -------------- | -------- | ---- | ------ |
| Фудбал         | 11       | 0    | 11     |
| Хокеј на трави | 14       | 0    | 14     |
| Укупно (2)     | 25       | 0    | 25     |

## Резултати по спортовима

### Фудбал
На фудбалском турниу учествовало је 18 репрезентавија. Пошто се турннир играо по куп систему, четири репрезентације су морале одиграти квалификационе утакмице да би се добило 16 и даље играла осмина финала. Фудбалска репрезентација Авганистана је била једна од те четири које су играле квалификације са репрезентацијом Луксембурга
Састав репрезентације Авганистана
1. Abdul Ahad Kharot
2. Abdul Ghafoor Yusufzai
3. Abdul Hamid Tajik
4. Abdul Shacour Azimi
5. Abdul Ghafoor Assar
6. Abdul Ghani Assar
7. Mohammad Anwar Afzal
8. Mohammad Anwar Kharot
9. Mohammad Sarwar Yusufzai
10. Mohammad Ibrahim Gharzai
11. Yar Mohammad Barakzai

| Луксембург                 | 6 : 0    | Авганистан |
| -------------------------- | -------- | ---------- |
| Гал · Шемел · Кетел · Поли | Извештај |            |

Овом утакмицом Авганистан је испао из даљег такмичења. У коначном пласману турина делио је 17. место са Ирском.

## Хокеј на трави
Састав репрезентације
1. Mohammad Attai
2. G. Jagi
3. Mohammad Khogaini
4. Bakhteyar Gulam Mangal
5. Ahmad Jahan Nuristani
6. Abdul Kadir Nuristani
7. Din Mohammad Nuristani
8. Jahan Gulam Nuristani
9. Mohammad Amin Nuristani
10. Mohammad Jahan Nuristani
11. Mohammad Kadir Nuristani
12. Ahmad Tajik
13. Khan Nasrullah Totakhail
14. Ahmad Yusufzai

### Група Б
| Плас. | Репрезентација       | ИГ | ПОБ | Н | ИЗГ | ГД | ГП | Бод. |  | Уједињено Краљевство | Швајцарска | Авганистан | Сједињене Америчке Државе |
| ----- | -------------------- | -- | --- | - | --- | -- | -- | ---- |  | -------------------- | ---------- | ---------- | ------------------------- |
| 1.    | Уједињено Краљевство | 3  | 2   | 1 | 0   | 19 | 0  | 5    |  | X                    | 0:0        | 8:0        | 11:0                      |
| 2.    | Швајцарска           | 3  | 1   | 2 | 0   | 4  | 2  | 4    |  | 0:0                  | X          | 1:1        | 3:1                       |
| 3.    | Авганистан           | 3  | 1   | 1 | 1   | 3  | 9  | 3    |  | 0:8                  | 1:1        | X          | 2:0                       |
| 4.    | САД                  | 3  | 0   | 0 | 3   | 1  | 16 | 0    |  | 0:11                 | 1:3        | 0:2        | X                         |

У коначном пласмани Авганистан је делио 7. место са Аустријом и Белгијом.